# Ohne dich
«Ohne dich» (en español: «sin ti») es una power ballad del grupo de metal industrial alemán Rammstein, tercer sencillo del álbum Reise, Reise. Fue lanzada el 22 de noviembre de 2004 en Alemania, Austria y Suiza. Se trata de una balada romántica caracterizada por un marcado tono melancólico. Ohne dich fue nominada al premio Echo de 2005 en la categoría de mejor vídeo nacional".

## Portada
La carátula del CD muestra una cabaña sin ventanas y aparentemente deshabitada envuelta en una espesa niebla. La instantánea es obra del fotógrafo francés Fréderic Batier, que más tarde acompañaría a Rammstein en la gira de Völkerball. La superficie del CD muestra un bosque en mitad de la niebla.

## Interpretación
Al igual que el resto de las canciones de Rammstein, Ohne dich carece de una interpretación oficial. Con motivo de la publicación del álbum Reise, Reise en septiembre de 2004, el cantante y letrista Till Lindemann declaró:

Explicar el significado de las letras le quita al asunto todo el encanto, incluso decepcionaría a los fans. Prefiero dejarlo estar, de modo que cada uno pueda aportar su propia interpretación y su propio sentimiento.

Cuando se publicó el disco anterior, Mutter, el guitarrista Paul Landers describió Ohne dich como "súper sentimentalona, a su lado Still loving you es una "puta basura". Pero no está en el álbum porque teníamos demasiadas canciones". Así pues, se trataría de una canción de amor en la que cabe suponer que la mujer añorada ("dahin, wo ich sie zuletzt geseh'n" / "allí, donde la vi (a ella) por última vez") era el amor fallecido del "yo lírico" ("ist es nun still und ohne Leben" / "ahora está tranquilo y sin vida"; "mit dir bin ich auch allein" / "contigo también estoy solo"). Como en la mayor parte de las canciones de amor de Rammstein (Amour, Wo bist du?) se dejan entrever impulsos suicidas en el amante ("ohne dich kann ich nicht sein" / "sin ti no puedo ser/estar"; "und das Atmen fällt mir, ach, so schwer" / "y respirar me resulta, ¡ah!, tan difícil"; "ohne dich zähl' ich die Stunden" / "sin ti cuento las horas"). 

## Vídeo musical
El vídeo fue rodado en el Tirol austriaco y muestra a los integrantes de Rammstein caracterizados como escaladores. Durante el ascenso de una montaña el cantante Till Lindemann cae al vacío, resultando gravemente herido. La canción se detiene y durante un minuto solo se ve a los músicos sentados en el interior de una tienda de campaña intentando curar el pie gangrenado de Lindemann, mientras este mira ausente la cima de la montaña. La música se reanuda y el grupo continúa escalando la montaña con el herido a hombros. Cuando alcanzan la cima, Lindemann mira a su alrededor y muere con una sonrisa de satisfacción en los labios.

## Lista de canciones
- «Ohne dich» (Album edit)
- «Ohne dich» (Mina Harker's version. By Laibach)
- «Ohne dich» (Sacred mix by Sven Helbig)
- «Ohne dich» (Schiller remix)
- «Ohne dich» (Under Byen remix)
- «Ohne dich» (Beta version)